# Pauline Herber
Pauline Herber, Pseudonym E. Ernst (* 29. Februar 1852 in Idstein; † 28. Juli 1921 in Boppard) war eine deutsche Lehrerin, Schriftstellerin und Gründerin des Vereins katholischer deutscher Lehrerinnen.

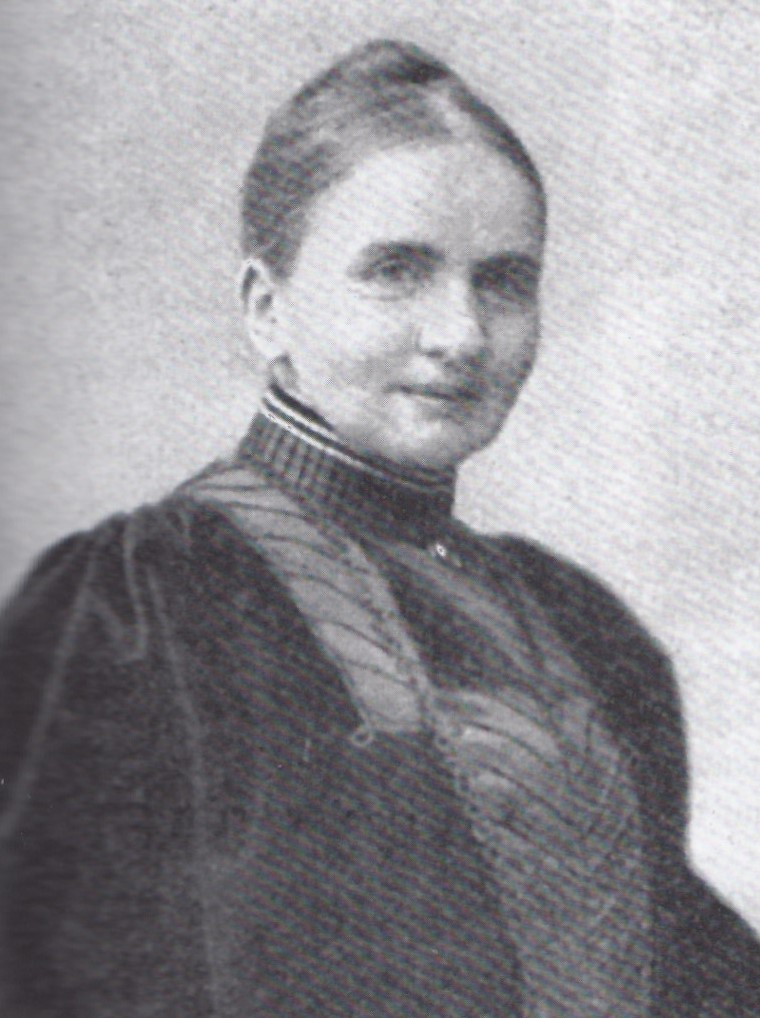
Pauline Herber, archiviert im Ida-Seele-Archiv

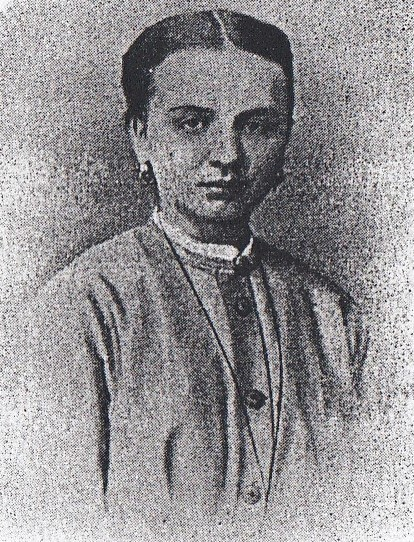
Pauline Herber in jungen Jahren, archiviert im Ida-Seele-Archiv

## Leben und Wirken
Pauline Herber entstammte einer Lehrerfamilie. Nach der Volksschule besuchte sie die höhere Töchterschule der Armen Dienstmägde in Montabaur. Folgend verbrachte sie Pensionsjahre in Courtrai. Ab 1867 lebte sie wieder bei ihren Eltern in Montabaur, wo sie den Haushalt führte und die kranke Mutter pflegte. Graf Schmising-Kerssenbrock, der mit der Familie Herber bekannt war, bat sie, „als Erzieherin seiner Kinder in das gräfliche Haus zu kommen … Sie wurde allerdings nach kurzer Zeit krank und mußte ins Elternhaus zurückkehren, aber ihr war in der kurzen Zeit die Erkenntnis gekommen, daß sie zur Lehrerin berufen sei“. Von 1869 bis 1871 absolvierte Herber einen Lehrerinnenkurs der Dernbacher Schwestern in Montabaur, den sie mit dem Examen für Volks- und höhere Mädchenschulen abschloss. Es folgten Jahre als Privatlehrerin in England und Frankreich. Ab 1876 unterrichtete Herber an der Städtischen Volksschule in Montabaur und war zugleich am Kgl. Lehrerinnenseminar in Saarburg tätig. Im Jahre 1880 legte sie das Schulvorsteherinnenexamen in Frankfurt am Main ab. Wegen Krankheit wurde Herber im Alter von 45 Jahren pensioniert.
Im September 1885 gründete Herber den Verein katholischer deutscher Lehrerinnen (VkdL). Damit wollte sie eine Vertiefung der Berufs- und Standesauffassungen der Lehrerinnen auf religiöser Basis erreichen. Als erste Vorsitzende stand Herber dem Verein von 1893 bis 1895 sowie von 1897 bis 1916 vor, dann bis zu ihrem Tod als Ehrenvorsitzende. Zudem gründete sie 1889 eine Krankenkasse für Lehrerinnen, 1900 eine Unterstützungskasse, 1913 eine Standescaritas und 1896 in Boppard ein Lehrerinnenheim. Innerhalb des VkdL hatte die Vereinsvorsitzende noch verschiedene Kommissionen eingerichtet für: Reiseadressennachweis (1887), Rechtsschutz (1895), Literatur (1897), Jugendfürsorge (1898), Fortbildung (1901) sowie Propaganda und Statistik (1902). Herber war ferner aktive Mitbegründerin des Katholischen Deutschen Frauenbundes, ebenso der Societas Religiosa, einer Gemeinschaft von Frauen im Ordensgeist, aber ohne Ordenskleid. Als überzeugte Katholikin forderte sie die konfessionelle Schule. Trat auch für eine eigenständige Mädchenbildung und für die Zulassung von Frauen zum akademischen Studium ein. Ihre Vorstellungen veröffentlichte sie ab 1889 in der von Waldeck gegründeten 'Monatszeitschrift für katholische Lehrerinnen', dem Vereinsorgan des VkdL und ab 1916 als Schriftleiterin der Zeitschrift „Die junge Lehrerin“.
In ihren Geburtsort erinnert der Pauline-Herber-Weg an die Lehrerin.

## Ehrungen
- 1912 Päpstlicher Orden Pro ecclesia et pontefice

## Veröffentlichungen (Auswahl)
- Der Beruf der Lehrerin. In Briefen an eine Schülerin dargestellt. 1882
- Zusammenschluß katholischer Frauen betreffs der Frauenbewegung unserer Zeit. In: Die Christliche Frau, 2, 1904, S. 113–119
- Engeldienst. Betrachtungen für Lehrerinnen. 1903
- Pauline HerberWegweiser der Jugendrettung. 1905

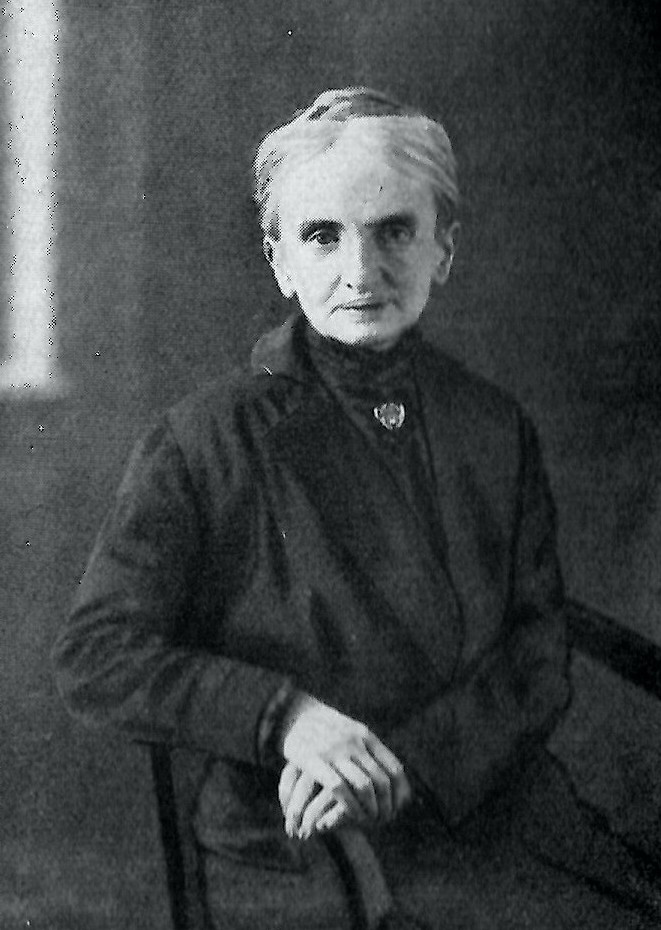
Pauline Herber

- Das Lehrerinnenwesen in Deutschland. Kempten/München 1906
- Verheiratete Lehrerinnen. In: Monatsschrift für katholische Lehrerinnen, 21, 1908, S. 79–84
- Müttererziehung durch Frauenarbeit. 1909